# Діоген (візантійський єпископ)
Діоген  (грец. Διογένης) — Візантійський єпископ у 114–129 роках.
Діоген змінив єпископа Седекіона у 114 році і пробув на цій посаді п'ятнадцять років до 129 року. Він був на посаді під час правління імператорів Траяна та Адріана. Про його життя відомо дуже мало.
Похований в соборі Аргіруполіса.